# Strimgröe
Strimgröe (Glyceria striata) är en växtart i familjen gräs.